# Georgia International Horse Park
O Geórgia International Horse Park (referido pelos habitantes locais como o Parque de Cavalos) está localizado em Conyers, Georgia, 30 milhas (50 km) a leste de Atlanta.